# الكنيسة الإنجيلية الوطنية في بيروت
الكنيسة الإنجيلية الوطنية في بيروت هي كنيسة إصلاحية تقع في منطقة زقاق البلاط في وسط مدينة بيروت، وهي عضو في اتحاد الكنيسة الإنجيلية الوطنية في لبنان.
يرأس الكنيسة في الوقت الحالي القس حبيب بدر.

## الوصف
يمزج تصميم الكنيسة الإنجيلية الوطنية في بيروت ما بين الطراز المعماري الشرقي وبين الطراز المعماري الغوتي الغربي، وقد بُنيت جدرانها من القرميد الأحمر، واشتهرت ببرج الجرس الذي حوى أول ساعة في شوارع مدينة بيروت.

## لمحة تاريخية
تأسست الكنيسة الإنجيلية الوطنية في بيروت في عام 1848 على يد مبشرين أمريكيين من الطائفة الأبرشانية والمشيخية، وتُعد الكنيسة واحدة من أقدم وأكبر تجمعات الطائفة الإنجيلية إلى جانب تسع تجمعات تقع خارج بيروت في بلدات عبيه وعرمون وخلدة وكفرشيما والحدث وضبية والجديدة وضهور الشوير، وتُعتبر الكنيسة الإنجيلية الوطنية في بيروت هي المقر والمركز الإداري الرئيسي للكنائس التسع، والتي تُشكّل معًا ما يُعرف باسم الاتحاد الإنجيلي الوطني في لبنان.
بُنيت أول كنيسة إنجيلية في لبنان في عام 1870 لرعاية الطوائف الناطقة بالعربية والإنجليزية. وخلال المائة عام التالية، كانت الكنيسة مركزًا لجميع الأنشطة والاحتفالات لكلا الطائفتين. تعرضت الكنيسة للتدمير بالكامل خلال الحرب الأهلية اللبنانية التي وقت في الفترة ما بين عامي 1975-1990 باستثناء برج الجرس. أعيد تشييد الكنيسة بعد ذلك في عام 1998، وعادت الكنيسة الإنجيلية الوطنية في بيروت منذ ذلك الوقت لتُقدم خدماتها مرة أخرى، والتي لا تقتصر على العبادة فقط، بل تدعم كذلك العديد من المؤسسات الاجتماعية والثقافية. والأنشطة التعليمية.

## حادث مرفأ بيروت
تعرضت الكنيسة الإنجيلية الوطنية في بيروت للضرر نتيجة الانفجارات التي وقعت في مرفأ مدينة بيروت في الرابع من أغسطس/آب عام 2020، والتي أدت إلى تهشيم أثاث الكنيسة وتطاير جميع نوافذها الزجاجية الملونة.